# 배정현

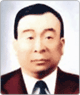
배정현

배정현(裴廷鉉) (1909년~1978년)은 대법원장권한대행이다.
1960년 5월 17일 - 1961년 7월 1일까지 대법원장권한대행을 지냈다.